# Thrumpton
Thrumpton – wieś w Anglii, w hrabstwie Nottinghamshire, w dystrykcie Rushcliffe. Leży 12 km na południowy zachód od miasta Nottingham i 170 km na północny zachód od Londynu. Miejscowość liczy 412 mieszkańców.